# N'appuntamento
N'appuntamento è un album del cantante italiano Mauro Nardi del 2001 contenente 10 brani in lingua napoletana.

## Tracce
1. Tu nun me puo' lassa' – 4:15 (E. Caradonna - C. Liberati - A. Borrelli)
2. Je vulesse – 4:27 (E. Caradonna - F. Lo Porchio)
3. Amore mio di sera – 3:46 (Francesco Chiaravalle)
4. Buciarda si tu – 4:45 (E. Caradonna - C. Liberati - A. Borrelli - A. Della Volpe)
5. N'appuntamento – 4:36 (V. D'Agostino - G. D'Alessio - A. Borrelli)
6. Ma chie' succieso – 3:40 (A. Borrelli - C. Liberati - A. Casaburi)
7. Nun so abituato – 4:28 (S. Donati - M. Alfano - T. Fabiani)
8. Tu si a vita – 5:05 (S. Donati - M. Alfano - T. Fabiani - E. Caradonna - C. Liberati)
9. Per amore di una donna – 4:53 (A. Casaburi - F. Percopo)
10. Ma che chiangne a ffa' – 3:56 (R. Armani - A. Borrelli - C. Liberati)